# Margaret Sutherland
Margaret Ada Sutherland AO, OBE (født 20. november 1897 i Adelaide - død 12. august 1984 i Armadale, Australien) var en australsk komponist og pianist.
Sutherland studerede klaver privat hos Louis Pabst. Hun studerede komposition hos bl.a. Arnold Bax i London. Hun har skrevet en symfoni, orkesterværker, kammermusik, koncertmusik, operaer, symfoniske digtninge og instrumental musik for mange instrumenter. Sutherland hører til en af de væsentlige kvindelige komponister i Australien. Hun modtog flere priser såsom Officer of the Order of the British Empire (OBE) (1970), og Officer of the Order of Australia (1981).

## Udvalgte værker
- Symfoni "De fire temperamenter" (1964) - for orkester
- "Symfonisk digtning" "De hjemsøgte bjerge" (1953) - for orkester
- "Den Unge Kabbarli" (1964) - opera
- "Ingen amter" (1936) - for sang og klaver